# Benjamin Gordon (Dirigent)
Benjamin Gordon (* in Kalifornien, USA) ist ein US-amerikanischer Dirigent, Arrangeur und Komponist. Seit 2001 wohnt er in Hamburg, Deutschland.

## Ausbildung
Benjamin Gordon studierte im Hauptfach Violoncello an der University of California, Berkeley und erhielt ein Stipendium für seine Ausbildung im Dirigieren an der Yale University.

## Beruflicher Werdegang
Noch während der Studienzeit in Yale gründete Gordon die Berkeley Sinfonia und die Yale College Opera, wo er unter anderem Mozarts Le nozze di Figaro leitete. Sein Debüt als Dirigent in Deutschland gab Gordon im Jahr 2002 an der Hochschule für Musik und Theater Hamburg mit Benjamin Brittens The Rape of Lucretia. Er besuchte regelmäßig die Meisterkurse von Zoltán Peskó und Péter Eötvös beim International Bartók Festival in Szombathely, wo er auch 2007 eine konzertante Aufführung von Herzog Blaubarts Burg dirigierte. Von 2009 bis 2013 leitete Gordon das Orchester der Musikfreunde Bremen, mit dem er 2012 zum 90. Jubiläum des Orchesters die Neunte Sinfonie von Beethoven zur Aufführung brachte.
Im Mittelpunkt seiner musikalischen Tätigkeit steht seit der Spielzeit 2007/08 die Leitung der renommierten Kinderopernreihe Opera piccola an der Hamburgischen Staatsoper, wo sich Gordon mit der eigenständigen Bearbeitung von Kinderopern beschäftigt. Auf diese Weise hat Gordon inzwischen mehr als 1000 singende und musizierende Kinder und Jugendliche auf ihren ersten Opernauftritt vorbereitet. Das Konzept der Reihe "Opera piccola" besteht darin, die Gesangspartien (mit wenigen Ausnahmen) und das Orchester mit Kindern und Jugendlichen zu besetzen und diese aktiv in den Entstehungsprozess der Oper einzubeziehen. 2014 dirigierte Gordon die Uraufführung von Samuel Hogarths Zwerg Nase.
Während seiner Zeit als Musikdirektor für die Kinderoper an der Staatsoper Hamburg fing Benjamin Gordon an, selber zu komponieren. 2014 komponierte er seine erste Oper "Die Hamburger Sindbadauken" nach dem Libretto von Francis Hüsers.

## Werke
- "Fünf Liebeslieder für Sopran und Orchester" Orchestrierung von Schubert Liedern, Texte von Johann Wolfgang von Goethe und Marianne von Willemer
- "Sechs Wanderer-Lieder für Tenor und Orchester" Orchestrierung von Schubert Liedern, Texte von Johann Gabriel Seidl
- "Sieben Lieder aus dem Schwanengesang für Bariton und Streichorchester" Orchestrierung von Schubert Liedern, Texte von Ludwig Rellstab
- Neufassung der Oper Die schwarze Spinne von Judith Weir (Music Sales Verlag)
- Neufassung der Oper Eloise von Karl Jenkins (Boosey & Hawkes)
- englische Fassung der Oper The Wind in the Willows von Elena Kats-Chernin (Boosey & Hawkes)
- englische Fassung der Oper Gold! von Leonard Evers (Boosey & Hawkes)
- englische Fassung der Oper Spotz von Mike Svoboda (Boosey & Hawkes)
- englische Fassung der Oper Pinocchio von Pierangelo Valtinoni (Boosey & Hawkes)
- englische Fassung der Oper The Snowqueen (Die Schneekönigin) von Pierangelo Valtinoni (Boosey & Hawkes)
- englische Fassung der Oper Alice in Wonderland von Pierangelo Valtinoni (Boosey & Hawkes) (Uraufführung April 2021, Hong Kong)
- Kinderoper Die Hamburger Sindbadauken (Uraufführung Februar 2015 an der Hamburgischen Staatsoper)

## Auszeichnungen
- 2003: Stipendium des Richard-Wagner-Verbandes Hannover zum Besuch der Bayreuther Festspiele
- 2005: Eötvös-Preis beim Internationalen Bartók-Festival Szombathely (Ungarn)